# スティルチェス多項式
数学におけるスティルチェス多項式（スティルチェスたこうしき、英: Stieltjes polynomials） En とは、トーマス・スティルチェスによって導入された直交多項式 Pn の族に関係する多項式である。フックス型微分方程式のスティルチェス多項式解とは関係がない。スティルチェスはもともと、直交多項式 Pn がルジャンドル多項式であるような場合を考えていた。
ガウス＝クロンロッド求積法では、スティルチェス多項式の零解が利用される。

## 定義
ある内積について直交多項式の列 P0, P1, が形成されるとき、スティルチェス多項式 En は、k = 0, 1, ..., n – 1 に対して Pn–1(x)xk と直交する次数 n の多項式で与えられる。